# Ластовска флотила морнарице НОВЈ
Ластовска флотила морнарице НОВЈ је била партизанска формација Морнарице НОВЈ у саставу Народноослободилачке војске Југославије током Другог светског рата у Југославији.

## Историјат
Формирана је новембра 1943. у саставу V поморског обалског сектора (ПОС); имала је само патролни чамац Иво П5, који је вршио патролну службу и одржавао везу са острвом Корчулом. После евакуациие Корчуле (децембар 1943) патролни чамац Иво П5 повукао се у Вис, где је као ПЧ-62 Ива уврштен у састав Корчуланске флотиле. Поновним формирањем V ПОС Корчуланска фиотила (фебруара 1944. пребазирана са Виса на Ластово) преименована је 12. јуна 1944. у Ластовску флотилу. Имала је патролне чамце ПЧ-48 Свети Никола, ПЧ-51 Брач, ПЦ-62 Иво, ПЧ-72 Цимбало, ПЧ-73 Пионир и ПЧ—77 Маргарита. Били су то леути или моторни чамци наоружани митраљезима. У састав флотиле 15. јуна је уврштен брод НБ-12 Борац, наоружан једним топом од 40 мм и четири топа од 20 мм. Крајем новембра 1944. флотила је имала 1 наоружани брод, 1 десантно-јуришни чамац и 8 патролних чамаца, са око 100 морнара, подофицира и официра. Ластовска флотила одржавала је везе са Корчулом, Мљетом,
Пељешцем, Јакљаном и делом обале између Цавтата и Молуната, а два патролна чамца вршила су патролну службу око Ластова. У јулу и августу Ластовска флотила је учествовала у пребацивању јединица 1. и 11. далматинске бригаде на Мљет, Корчулу и Пељешац, ради извођења препаднили акција. Сем тога, на Корчулу су пребациване мање групе бораца, које су вршилц диверзију, постављале заседе и нападале поједине отпорне тачке непријатеља. Приликом извршења задатка у августу 1944. је потопљен МЧ-1, а у септембру ПЧ-75 и ПЧ-62. У септембру и октобру флотила је учествовала у борбама за коначно ослобођење јужне Далмације, превозећи јединице и ратни материјал. Осим тога, поједини патролни чамци учествовали су у противминском извиђању и разминирању ушћа Неретве, Малог и Великог Вратника, луке Цавтат, и у уништавању лутајућих мина. Септембра 1944. Ластовска флотила је пребазирана у Корчулу, а 28. октобра у ослобођени Дубровник. У децембру 1944. преименована је у I флотилу V ПОС.